# ピエーヴェ・ディ・カドーレ
ピエーヴェ・ディ・カドーレ（伊: Pieve di Cadore）は、イタリア共和国ヴェネト州ベッルーノ県にある、人口約3,700人の基礎自治体（コムーネ）。
ルネサンス期の画家ティツィアーノの出身地である。

## 地理

### 位置・広がり
ベッルーノ県北部、カドーレ地方のコムーネ。

#### 隣接コムーネ
隣接するコムーネは以下の通り。括弧内のPNはポルデノーネ県所属を示す。
- カラルツォ・ディ・カドーレ
- チモラーイス (PN)
- ドメッジェ・ディ・カドーレ
- ペラローロ・ディ・カドーレ
- ヴァッレ・ディ・カドーレ
- ヴォード・ディ・カドーレ

### 地勢
ドロミーティの山岳地帯に位置する。

### 気候分類・地震分類
気候分類では、zona F, 4055 GGに分類される。
また、イタリアの地震リスク階級 (it) では、zona 2 (sismicità media) に分類される。

## 行政

### 分離集落
ピエーヴェ・ディ・カドーレには、以下の分離集落（フラツィオーネ）がある。
- Nebbiù, Pozzale, Sottocastello, Tai di Cadore

## 社会

### 経済・産業
イタリア最大規模の眼鏡メーカー、サフィロ (Safilo) とデ・リーゴ (it:De Rigo) の創業地である。

## 人物

### 著名な出身者
- ティツィアーノ・ヴェチェッリオ - ルネサンス期の画家。